# Jutro będę płakać
Jutro będę płakać (ang. I'll Cry Tomorrow) – amerykański film biograficzny z 1955 roku w reżyserii Daniela Manna opowiadający dramatyczne losy Lillian Roth, piosenkarki i aktorki występującej na Broadwayu, historię popadania przez nią w alkoholizm oraz wyzdrowienia przy pomocy Anonimowych Alkoholików.

## Obsada
- Susan Hayward jako Lillian Roth
- Richard Conte jako Tony Bardeman
- Eddie Albert jako Burt McGuire
- Jo Van Fleet jako Katie Silverman Roth, matka Lillian
- Don Taylor jako Wallie
- Ray Danton jako David Tredman

## Nagrody i nominacje
| Nazwa nagrody | Wygrane                                                 | Nominacje |
| ------------- | ------------------------------------------------------- | --- |
| Złota Palma   | 1956 Najlepsza aktorka Susan Hayward                    | 1956 Udział w konkursie głównym Daniel Mann |
| Oscar         | 1956 Najlepsze kostiumy - filmy czarno-białe Helen Rose | 1956 Najlepsza aktorka pierwszoplanowa Susan Hayward Najlepsza scenografia - filmy czarno-białe Cedric Gibbons, Edwin B. Willis, Hugh Hunt, Malcolm Brown Najlepsze zdjęcia - filmy czarno-białe Arthur E. Arling |
| BAFTA         | 1957 bez rezultatu                                      | 1957 Najlepsza aktorka zagraniczna Susan Hayward |